# Chi la fa, l'aspetti! - Iznogoud
Chi la fa, l'aspetti! - Iznogoud (Iznogoud) è una serie televisiva a disegni animati ispirata al fumetto francese Iznogoud.
In Italia, la serie è diventata popolare ed è stata trasmessa da varie reti: per la prima volta in TV esclusiva su Canale 5, in orario pomeridiano, all'interno del contenitore Bim bum bam, dal 21 novembre al 24 dicembre 1996 (ed interrotta nei primi giorni di gennaio 1997), con la sigla omonima, musica di Franco Fasano e testo di Alessandra Valeri Manera, cantata da Cristina D'Avena; è andata in onda anche su Italia 1, Fox Kids, Jetix, Odeon TV e Frisbee.

## Personaggi
- Gran Bailam (Iznogoud) - Gran Visir del sultano e protagonista, nonché anti-eroe della storia. Vuole essere "sultano al posto del sultano", ma i suoi piani per tentare ciò falliscono, concludendosi quasi sempre in situazioni senza ritorno per lo stesso. Ciononostante riappare nell'episodio seguente come se nulla fosse accaduto.
- El Salam (Dilat Larat) - Il fedele servitore del Gran Visir. È innocente, timido e pasticcione, e insieme con Bailam, finisce sempre anche lui nei guai.
- Alì Dormir (Haroun El Poussah) - Il sultano, la stella del deserto; vuole molto bene a Gran Bailam, senza sospettare dei suoi loschi piani.

## Episodi
1. Il letto a scomparsa / Giù il cappello
2. Il catalogo magico / Quattro passi nel futuro
3. Stelle del firmamento / Lo studente
4. A me gli occhi / La macchina del tempo
5. Una rana a palazzo / L'elisir magico
6. Visita di stato / Ai poster l'ardua sentenza
7. Picnic nel deserto / Il sosia
8. Pozione dall'Ovest / Il genio
9. Ti ricoprirò d'oro / In incognito
10. Una melodia da cani / Il computer pazzo
11. Il diamante maledetto / Incontri ravvicinati di uno strano tipo
12. La sfida / A spasso con gli sci nel Sultanato
13. Una crociera folle / La mosca Tze-Tze
14. L'isola dei giganti / Scandalo a corte
15. La lezione del sultano / Il museo delle cere
16. Il genio dello specchio / Una strana pozione
17. Sogni d'oro / Una bella favola
18. Scambio di personalità / Il puzzle magico
19. Vacanze al mare / Lo scettro del sultano
20. La pozione dello sceicco / La giornata dei pazzi
21. Il ritratto del sultano / Il misterioso unguento
22. Lo struzzo dalle uova d'oro / Vicolo cieco
23. La minaccia invisibile / Il tappeto magico
24. La scatola magica / L'isola dei souvenir
25. Il labirinto / Il genio della palude
26. La caccia alla tigre / La statuetta voodoo

## Doppiatori italiani
- Gran Bailam - Mario Zucca
- Alì Dormir - Pietro Ubaldi
- El Salam - Riccardo Peroni
- Motocar - Giovanni Battezzato
- Personaggi vari - Daniele Demma, Stefano Albertini, Antonio Paiola, Tony Fuochi, Alberto Olivero, Enrico Maggi, Aldo Stella, Luca Bottale, Mario Scarabelli, Enrico Bertorelli, Oliviero Corbetta, Antonello Governale, Riccardo Lombardo, Marco Balzarotti e Maurizio Scattorin

## Trasmissioni e adattamenti nel mondo
Chi la fa l'aspetti è stato trasmesso, oltre che in Francia, negli Stati Uniti e in Italia, anche in diversi Paesi in tutto il mondo.
| Stato    | Canale/i televisivo    | Data prima TV | Titolo           |
| -------- | ---------------------- | ------------- | ---------------- |
| Francia  | Canal+                 | 1996          | Iznogoud         |
| Germania | RTL 1                  | 1996          |                  |
| Spagna   | Telecinco              | 1996          | Iznogud          |
| Polonia  | Canal+, RTL 7, MiniMax | 1996          | Wezyr Nic-po-nim |
| Giappone | TV Asahi               | 1996          |                  |